# Помпей Сатурнин
Помпей Сатурнин (лат. Pompeius Saturninus) (конец I века н. э.) — римский поэт, историк, оратор, современник Плиния Младшего.
Известен лишь из переписки Плиния Младшего. Сатурнин был одним из тех, у кого Плиний просил советов по редакции собственных сочинений.
Плиний характеризует его как талантливого, разностороннего, гибкого и разнообразного писателя и оратора.

Я слышал его в суде: речь сильная, горячая и в то же время тщательно отделанная — независимо от того, заранее ли она подготовлена или сказана экспромтом. Много уместных афоризмов, композиция строгая, классическая, слова звучные, старинные. Все это удивительно нравится, когда проглотишь его речь одним духом; нравится и при повторном, внимательном чтении. Взяв в руки его речи и сравнивая их с любым старым оратором, — а он им соревнует, — ты подумаешь то же, что и я.— 
По мнению Плиния, ещё лучше он выступает в качестве историка:

Он ещё лучше как историк по сжатости, ясности и приятности, по блеску и взлету рассказа. Речи его тут так же сильны, как и судебные, только более сжаты и ограничены своей темой.— 
Сатурнина как поэта, он сравнивает с Катуллом и Кальвом.